# Amt Lütau
Das Amt Lütau ist ein Amt im Kreis Herzogtum Lauenburg in Schleswig-Holstein. Es umfasst folgende Gemeinden:
1. Basedow
2. Buchhorst
3. Dalldorf
4. Juliusburg
5. Krüzen
6. Krukow
7. Lanze
8. Lütau
9. Schnakenbek
10. Wangelau

Die Verwaltung des Amtes hat ihren Sitz in der Stadt Lauenburg/Elbe, die im Rahmen einer Verwaltungsgemeinschaft die Verwaltungsgeschäfte für das Amt führt.

## Wappen
Blasonierung: „In Grün ein golden bordierter, von zehn schwarz strukturierten goldenen Schildnagelköpfen umgebener roter Schild, darin unter einem silbernen Pferdekopf schräg gekreuzt eine silberne Sense und ein silberner Dreschflegel. Die Schildnagelköpfe haben die Form einer übereck gestellten Pyramide mit quadratischem Grundriss.“